# 羅皇太后
羅夫人（3世纪—4世纪），李特的妻子，生子李荡、李雄。李特长子李始非她所生。
据说她夢见两道彩虹由門升天，其中一道中斷，便生了李蕩。后来汲水时突然睡着，又见大蛇繞身，于是怀孕，十四个月后生下李雄。曾说自己的两个儿子如果有一个死在前面，那么另一个一定能大贵。
303年，李特战死，其弟李流在赤祖整合军队，益州刺史罗尚派督護何沖、常深攻打李流，涪陵百姓藥紳也起兵攻打李流。李流及其弟李骧抵抗药绅时，何冲攻打北营，北营中的氐人苻成、隗伯也背叛李流响应晋军。罗夫人亲自披甲作战，被隗伯亲手砍伤眼睛，却越战越勇。由于李流得胜，苻成、隗伯率众败逃突围投奔罗尚。李荡追杀罗尚时阵亡，罗夫人和李雄为了稳定众心秘不发丧。同年李流去世，李雄继业。
304年，李雄称成都王，尊罗氏为王太后；306年，称大成皇帝，尊羅氏为皇太后。羅太后去世，李雄听从巫师的话，不愿葬母亲。司空赵肃劝谏，李雄才安葬母亲。他想为母守丧三年，不听群臣劝谏，后在叔父李骧、任回坚持下除去丧服，重新亲政。